# Holmtjärnen (Stora Skedvi socken, Dalarna)
Holmtjärnen är en sjö i Säters kommun i Dalarna och ingår i Dalälvens huvudavrinningsområde. Sjön har en area på 0,0866 kvadratkilometer och ligger 221,1 meter över havet.

## Delavrinningsområde
Holmtjärnen ingår i det delavrinningsområde (671402-150908) som SMHI kallar för Utloppet av Stora Lönnvattnet. Medelhöjden är 234 meter över havet och ytan är 13,4 kvadratkilometer. Det finns ett avrinningsområde uppströms, och räknas det in blir den ackumulerade arean 21,42 kvadratkilometer. Knivån som avvattnar avrinningsområdet har biflödesordning 3, vilket innebär att vattnet flödar genom totalt 3 vattendrag innan det når havet efter 230 kilometer. Avrinningsområdet består mestadels av skog (60 procent) och sankmarker (11 procent). Avrinningsområdet har 3,07 kvadratkilometer vattenytor vilket ger det en sjöprocent på 22,9 procent.